# 라인강
라인강(영어: Rhine, 독일어: Rhein, 프랑스어: Rhin, 네덜란드어: Rijn, 로만슈어: Rein)은 유럽의 강으로 길이는 약 1,230 km이다. 여러 언어에서 라인강이란 이름은 켈트어의 "레노스(Renos: 흐르는 것)"에서 유래했다. 원시인도유럽어(PIE) 어근인 "라이에(reie: 움직이다·흐르다·달리다)"에서 왔으며 영어의 "run"이란 단어도 역시 여기서 유래했다.
라인강은 네덜란드와의 국경에서 이름이 바뀌기 때문에 북해로 흘러 들어가지 않는다고도 할 수 있는데, 관례적으로 그 이름이 바뀐 부분까지를 라인강에 포함시킨다.
도나우강과 함께 로마 제국의 북쪽 경계였으며, 그때부터 물자를 내륙 깊이 이동하는 수로로 이용되었다. 그러나 4세기 경에 라인강이 언 틈을 타 게르만족이 서로마를 정벌하였다.

## 지리

### 상류
라인강은 유럽에서 경제적으로 매우 중요한 강으로 스위스 중부의 알프스에서 발원하여 1,320 km를 흘러 북해로 유입한다. 최상류의 포르더라인강과 힌터라인강은 알프스의 눈이 완전히 녹는 6월과 7월에 유량이 최고조에 달한다.
상류의 라인강은 북쪽으로 흘러 작은 삼각주를 지나 콘스탄츠호에 이른다.
콘스탄츠호의 서쪽에서 강은 다시 서쪽으로 흐르다가 북부 스위스의 사프하우젠에 있는 30 m 높이의 라인 폭포로 떨어진다.
흑림지대(슈바르츠발트)의 남쪽 자락을 따라 흐르다가 바젤 근처에서 북쪽으로 방향을 바꾸기 전에 두 차례의 골짜기를 지난다.

### 중류
바젤부터 라인강은 약 160 km정도 프랑스와 독일의 국경을 따라 흐른다.
다시 독일 영토를 흐르게 되는데 이 구간은 지난 2세기 동안의 하천 직강화를 통해 곡류로 흐르던 강이 이제 직선으로 흐르게 되었다.
이 구간은 라인 지구대에 해당되는 곳으로 지구대의 폭은 비교적 넓어 32 km 정도이며 강을 따라 범람원도 형성되어 있다.
지구대의 양쪽은 서쪽의 보주 산맥과 동쪽의 슈바르츠발트산맥이다.
마인츠를 지나면 라인강은 다시 좁고 구불구불한 145 km 길이의 협곡을 따라 흐른다.
협곡의 서쪽 편은 훈스뤼크 구릉지와 아이펠 구릉지가 있고, 동쪽 편으로는 타우누스 구릉지와 베스트발트 구릉지가 있다.
이 구불구불한 협곡을 따라서 수 백 년의 역사를 가진 고성들이 언덕 위에 세워져 있다.
본에 이르기 전에 강 폭은 다시 넓어지고 평야를 만나면서, 쾰른, 뒤셀도르프, 뒤스부르크 등의 공업 도시를 만난다.

### 하류
라인강을 따라서는 레버쿠젠의 바이어 화학과 같은 대규모 공업시설이 밀집해 있어 화물선의 통행이 많은 곳이다.
물동량은 강 하구 로테르담에서부터 쾰른까지의 구간에 집중되고 산업 시설이 몰려 있어 정부의 강력한 통제에도 불구하고 강의 오염이 심각한 편이다.
라인강의 하구는 독일과 네덜란드의 국경 근처 엠머리치 근처에서 시작된다.
본류는 네덜란드 로테르담을 거쳐 북해로 흐르고, 분류인 모이제 강도 라인강과 평행하게 흐르다가 북해로 유입한다.

## 국가

### 네덜란드
네덜란드어로 라인강은 "레인(Rijn)"이라고 부른다. 라인강은 서쪽으로 네덜란드를 관통하는데, 하류에서 뫼즈강, 스헬더강과 합쳐져 흐르며, 이 3개의 강은 합쳐져 하류에서 매우 큰 삼각주를 이루며, 서유럽에서 가장 큰 강이다. 이곳에서 시작되어, 복잡한 환경으로 흐르게 되며, 원래 "레인"이라는 이름은, 이곳에서 나온 이름이며, 유일하게 조그마한 넓은 대지 속 북쪽의 작은 개울에만 사용되었다.
네덜란드 이름인 "레인"은 여러개의 물이 흐르는 모습을 본따 지어졌다. 2~3개의 물줄기가 흐르는 곳은 서쪽에서 더 많이 보이며, 발강을 통과하여, 메르베데강을 거치면서 그 후 니우 멜위데(De Biesbosch), 뫼즈강과 합류하여, 네덜란드의 Diep과 Haringvliet estuaries를 통과하여, 북해에 진입한다.
그리고 다른 3개의 물줄기들은 흘러 통과하여 재분배 되면서 에이설강과 Nederrijn (en:Nederrijin)안에 든다. 그리고 다시 되돌아와, 더 먼 서쪽으로 흘러, Noord강에 재합류하여서 강이 Nieuwe Maas와 북해로 들어간다.